# Joodse begraafplaats (Meerssen)

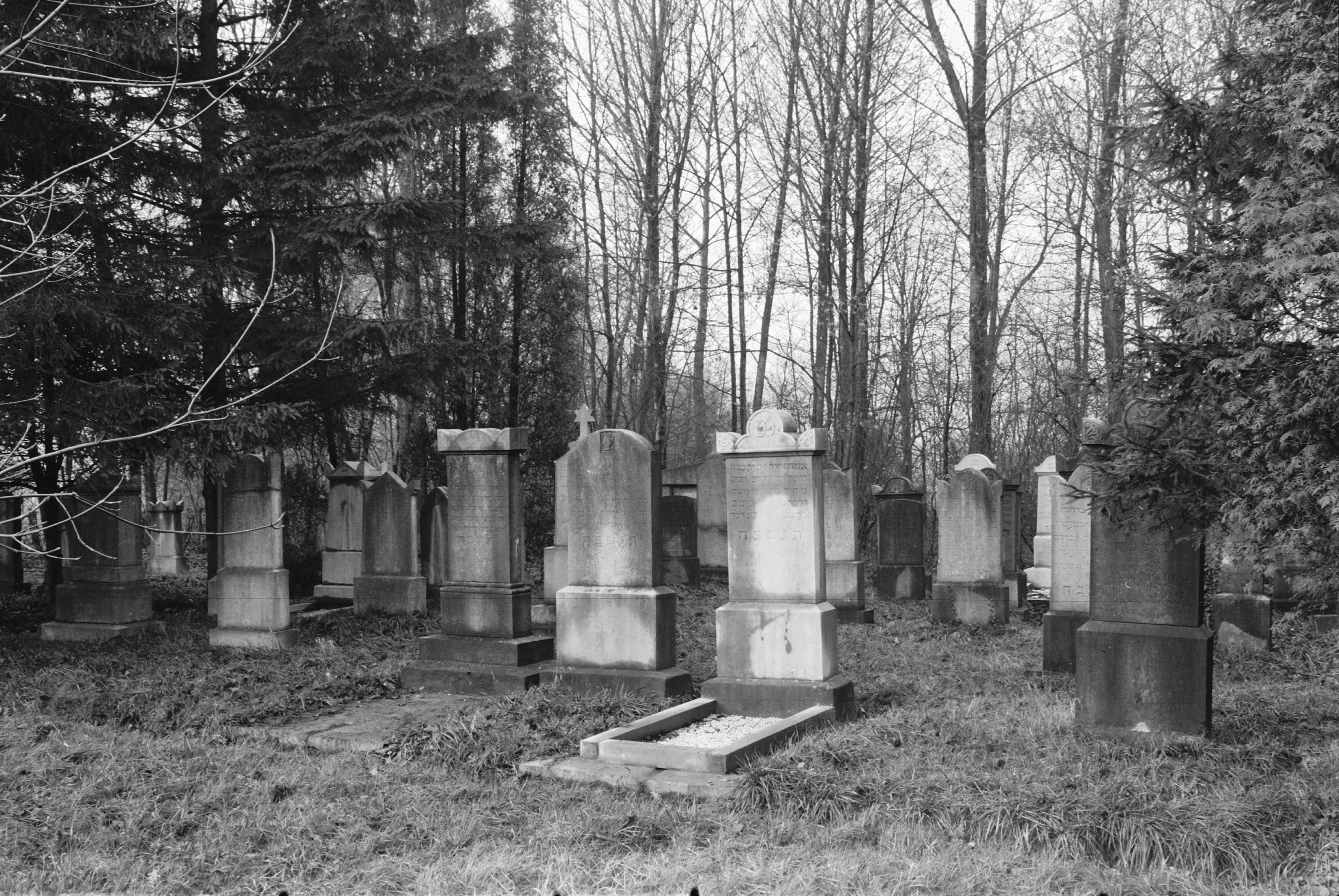
De Joodse begraafplaats in Rothem, 1962

De Joodse begraafplaats van Meerssen is gelegen langs de Geul tussen de plaatsen Meerssen en Rothem. De begraafplaats werd in het jaar 1715 in gebruik genomen. Het is hiermee een van de oudste joodse begraafplaatsen van Nederland. De begraafplaats hoorde officieel bij de Joodse gemeente van Meerssen die in 1947 werd opgeheven. Meerssen valt nu onder de Joodse gemeente van Maastricht. De begraafplaats is een Rijksmonument en is niet toegankelijk voor publiek. In 1990-1991 is ze gerestaureerd.

## De graven
Anno 2008 zijn er nog 67 graven te zien. De oudste, bewaard gebleven grafsteen, stamt uit 1859. Omdat de Joodse begraafplaats van Meerssen al in 1715 in gebruik was, kan er van worden uitgegaan dat er veel meer mensen hier hun laatste rustplaats hebben gevonden.

## De Joodse gemeenschap van Meerssen
De oudste vermelding van Joden in Meerssen dateert van 1693. Toen in Maastricht een moord werd gepleegd door een Jood, weken veel Maastrichtse joden uit naar omliggende plaatsen. Veelal werd hen het leven al zuur gemaakt door allerlei beperkingen en een associatie met moord konden ze echt niet gebruiken. Meerssen floreerde en werd een eigen Joodse gemeente. Naast een eigen begraafplaats (die ze al hadden in 1715), kregen ze halverwege de 19de eeuw een eigen Sjoel, aan de Kuileneindestraat. In 1869 lag het aantal Joodse inwoners het hoogst: namelijk op 125. Reeds vóór de Tweede Wereldoorlog vertrokken de meeste Joden. Zij die achterbleven werden gedeporteerd en vermoord. Slechts een enkeling overleefde. Na de oorlog werd de Joodse gemeente van Meerssen opgeheven en bij Maastricht gevoegd, zoals ook elders gebeurde. De Sjoel werd in 1977 zwaar beschadigd door brand, maar is inmiddels -na discussie in de gemeente- toch gerenoveerd.
Onder de Joodse gemeente van Meerssen viel ook het nabij gelegen plaatsje Schimmert. Ook hier ligt een Joodse begraafplaats.

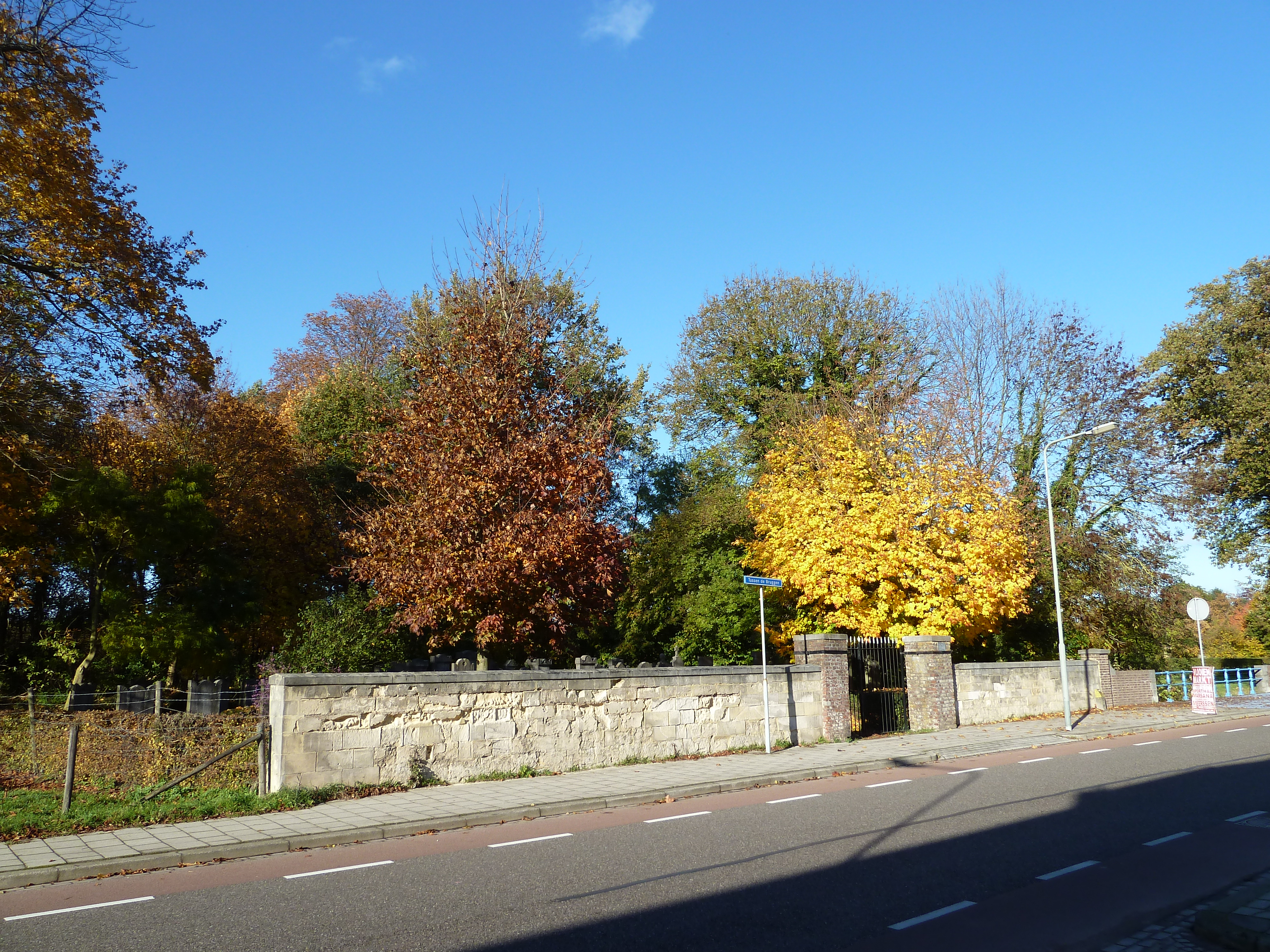
Mergelstenen muur
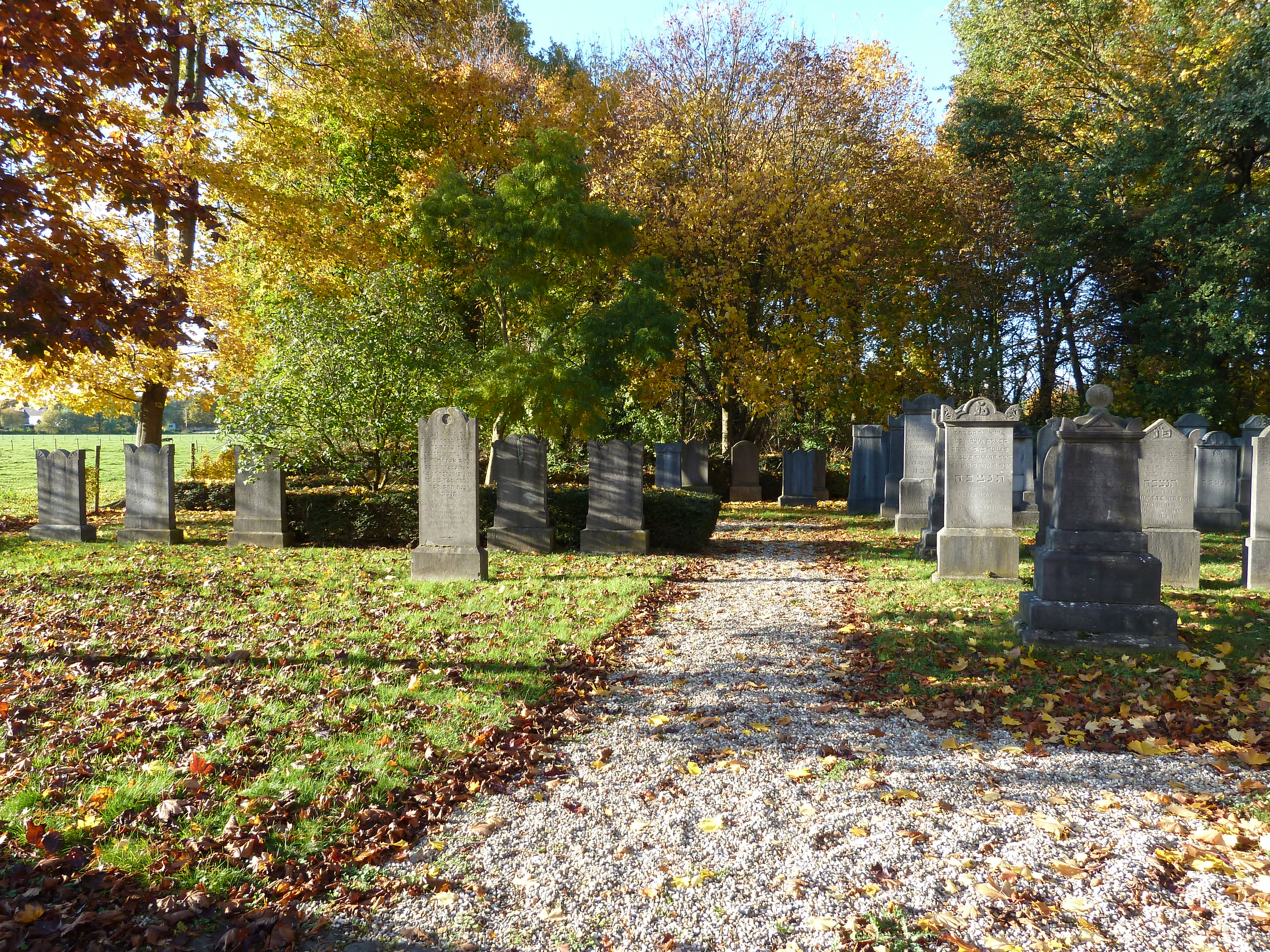
Graven onder de bomen
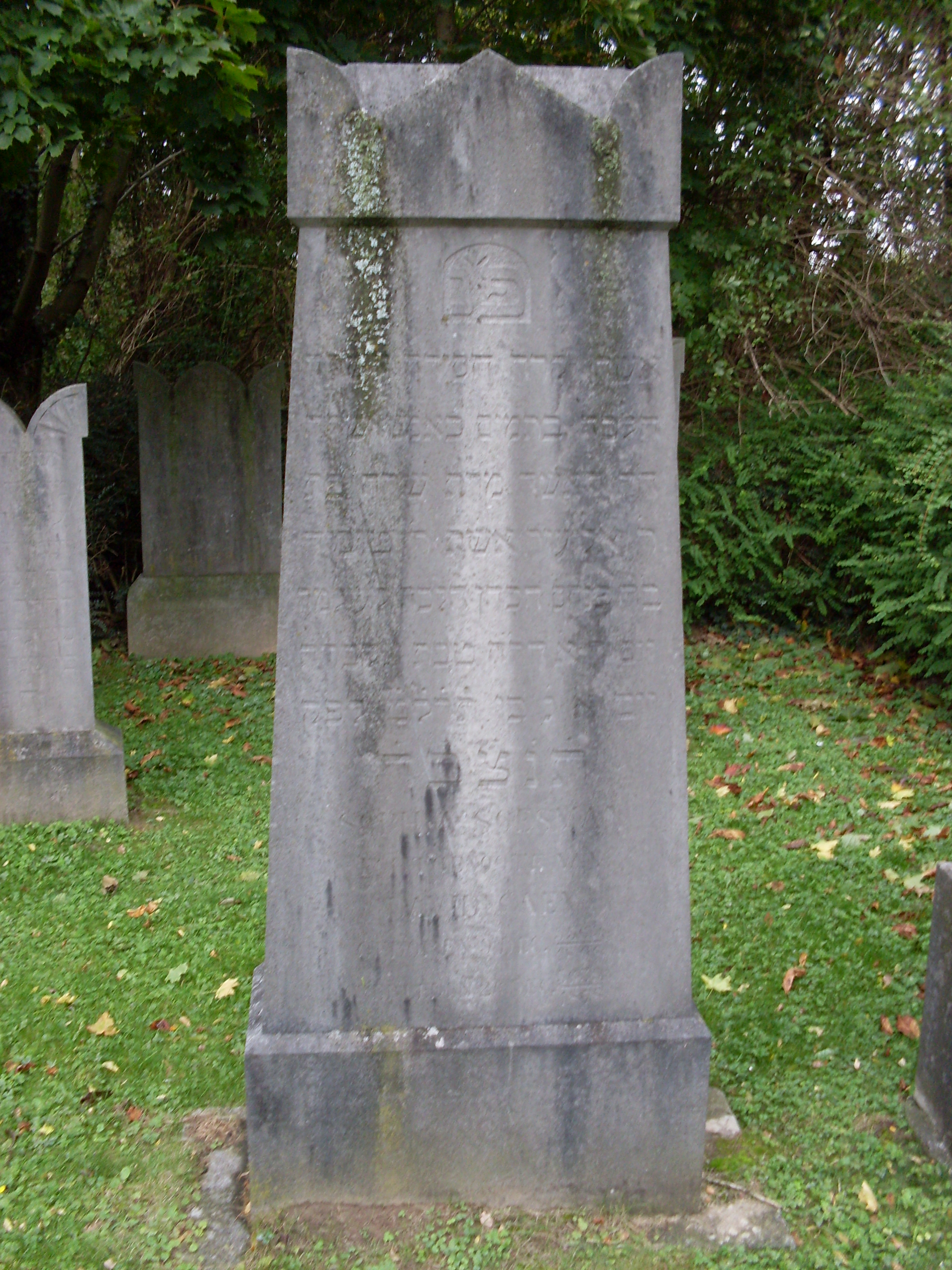
Graf Sophia Soesman
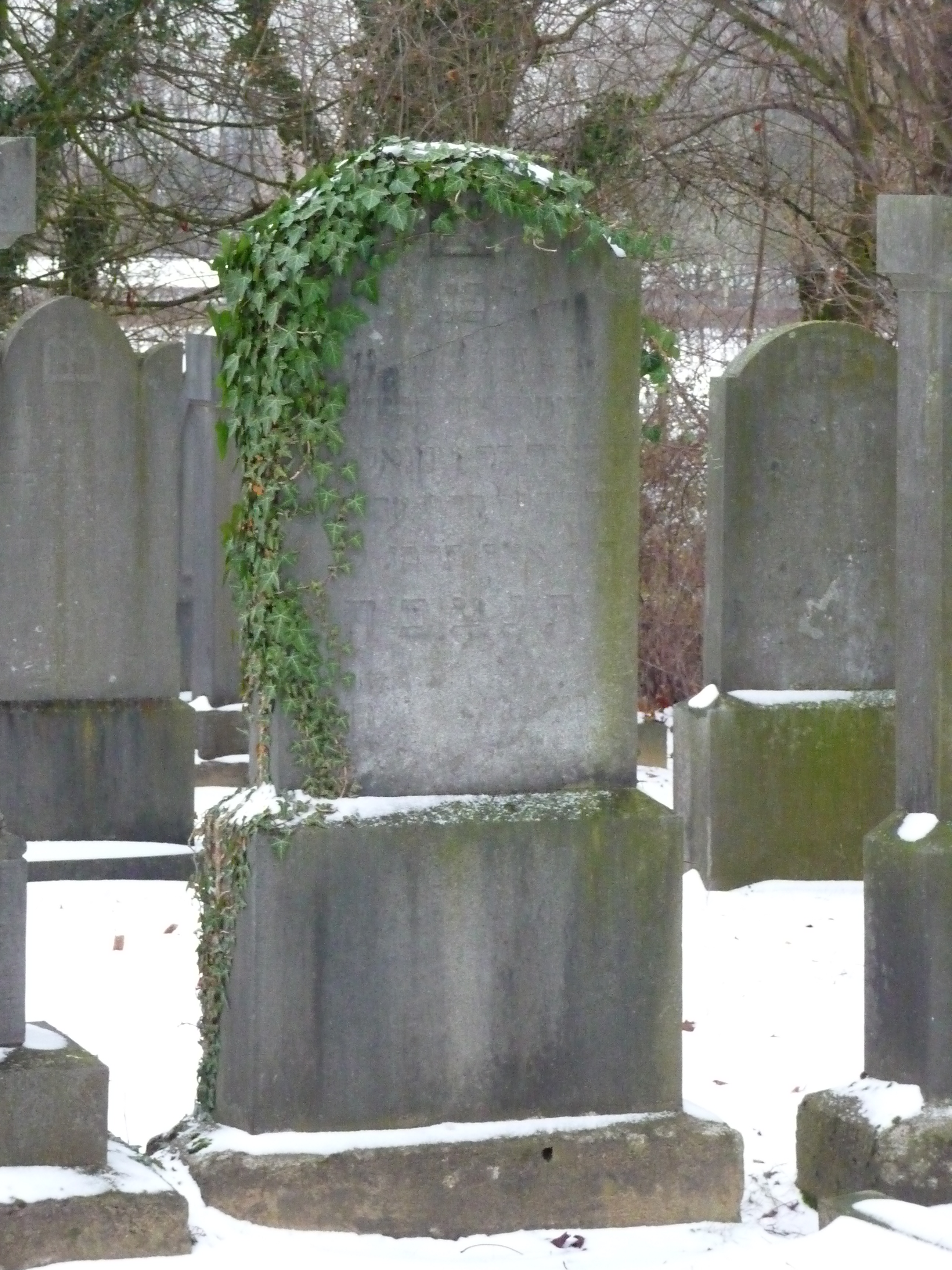
Besneeuwd graf